# David Hughes (calciatore)
David Hughes (St Albans, 30 dicembre 1972) è un ex calciatore gallese, di ruolo centrocampista.

## Carriera
Dopo aver giocato nelle giovanili del Weymouth nel marzo del 1991 passa in quelle del Southampton, club della prima divisione inglese, che a partire dalla stagione 1991-1992 lo aggrega poi alla sua prima squadra. Hughes fa comunque il suo vero e proprio esordio con i Saints solamente nella stagione 1993-1994, durante la quale gioca 2 partite. Disputa poi ulteriori 12 incontri (con anche 2 reti segnate) nella stagione 1994-1995, 11 incontri (con un gol segnato, peraltro il suo ultimo in carriera in questa categoria), nella stagione 1995-1996, 5 incontri nella stagione 1996-1997, 13 nella 1997-1998 e 9 nella stagione 1998-1999, per un totale di 53 presenze e 3 reti in prima divisione; rimane poi in rosa anche per la stagione 1999-2000, nella quale non scende però mai in campo in incontri di campionato per via di alcuni infortuni che ne pregiudicano il prosieguo della carriera: quelle con i Saints rimangono infatti le sue uniche presenze in carriera nei campionati della Football League, anche se di fatto dopo due anni di inattività (dal 2000 al 2002) gioca poi per ulteriori sette stagioni a livello semiprofessionistico, principalmente con l'Eastleigh (dal 2002 al 2008), vestendo infine anche la maglia del Sutton Utd (nella stagione 2008-2009) in Conference South (sesta divisione). All'Eastleigh è contemporaneamente anche vice allenatore del club e, per un breve periodo nel 2007, allenatore.

## Palmarès

### Giocatore

#### Competizioni nazionali
- Wessex Football League: 1

Eastleigh: 2002-2003